# Contumacia
La contumacia, nel diritto e specialmente nel diritto processuale penale e civile, indica la condizione di chi, pur avendo l'obbligo di costituirsi dinanzi al giudice che esamina un processo che lo riguardi, omette di farlo. La locuzione latina corrispondente, tuttora utilizzata, è absente reo (assente il reo). Un caso famoso di condanna in contumacia fu quello di Dante Alighieri, avvenuto nel 1302.
Seppure il significato di più diffusa accezione vi includa l'intenzione dell'interessato di non presentarsi, la contumacia in realtà non descrive in sé il grado di volontarietà della mancata comparsa in aula, ma si limita a constatare la mancata costituzione del soggetto, potendosi avere contumacia anche in difetto di notifica ed essendosi verificati numerosi casi nei quali il convenuto/imputato non fosse presente perché non al corrente dell'apertura del procedimento a suo carico, situazione che vizia di fatto la regolarità del contraddittorio.

## Nell'ordinamento italiano
Tipicamente riferita al processo civile e al processo penale, la contumacia non arresta il decorso del procedimento, che giunge comunque alla sentenza.
La declaratoria di contumacia richiede l'accertamento dell'esatta ed efficace citazione, oltre che la verifica dell'insussistenza di legittimi impedimenti involontari, in modo da stabilire che la mancata comparizione sia frutto di una libera scelta dell'imputato.
Nell'ordinamento italiano, infatti, la contumacia è ammessa come possibile scelta difensiva, ma all'imputato spetta il diritto di difesa (oltre che il diritto al giusto processo) e dunque alla presenza in tutte le fasi dibattimentali. Il momento di registrazione della presenza dell'interessato è l'apertura del procedimento, mentre un successivo volontario allontanamento non produce effetti. In mancanza di espressa nomina di patrocinante, il contumace è difeso da un avvocato d'ufficio.
A seguito delle diverse pronunce della Corte di Strasburgo, il legislatore, con la legge n. 67/2014 art. 9, ha sancito l'eliminazione dell'istituto della contumacia.

### Passaggio in giudicato di sentenza emessa in contumacia di una delle parti
Il pericolo insito nella facilità di passaggio in giudicato delle relative sentenze, spesso per mancata proposizione dell'appello, ha dato luogo ad alcune polemiche e alle proposte di ammissione del riesame del caso o almeno della riapertura dei termini per l'appello, anche alla luce delle condanne pronunciate dalla Corte europea dei diritti dell'uomo.
Di recente, con un decreto-legge è stata introdotta la possibilità di inoltrare la citazione, avendola correttamente intimata, presso il difensore (ove noto).

### Rapporti col diritto internazionale
La contumacia solleva anche questioni inerenti al diritto internazionale per le fattispecie nelle quali l'imputato si trovi ad esempio detenuto in paese straniero, col quale le relazioni in termini di estradizione rendano difficoltoso o impossibile avviare il procedimento alla presenza dell'imputato.
Va ricordato che l'ordinamento riserva per sé il diritto a portare comunque avanti i procedimenti (allo scopo di non fermarsi per attendere eventuali espedienti dilatori comunemente noti come "albero di Bertoldo", ma di portare comunque a compimento la celebrazione del rito) e, soprattutto per i casi in cui simili problemi riguardino solo una parte degli imputati (ad esempio rendendo giuridicamente insopportabile la situazione dei restanti imputati quando, in attesa di giudizio, questi siano sottoposti a misure detentive).

### La contumacia nel processo penale: il nuovo sistema introdotto nel 2014
Con legge 28 aprile 2014, n. 67 pubblicata sulla Gazzetta Ufficiale n. 100 del 02.05.2014, il legislatore ha emanato alcune novelle dispositive in materia di pene detentive non carcerarie del sistema sanzionatorio e, riguardo alla sospensione del procedimento nei confronti degli irreperibili che nel nostro ordinamento, ha provocato l'eliminazione dell'istituto della contumacia. Con la nuova normativa, quando la notificazione all'imputato della prima udienza non risulta possibile, e sempre che non debba essere pronunciata sentenza ai sensi dell'art. 129 c.p.p. (quando manca una condizione di procedibilità o il giudice ritenga di dover emettere sentenza di proscioglimento, ovvero il reato sia estinto), il giudice dispone con ordinanza la sospensione del processo nei confronti dell'imputato irreperibile. Alla scadenza di un anno dalla pronuncia dell'ordinanza di sospensione del processo, il giudice dispone nuove ricerche dell'imputato per la notifica dell'avviso, provvedendo a ogni successiva scadenza annuale, qualora il procedimento non abbia ripreso il suo corso. Con l'ordinanza di revoca della sospensione del processo, il giudice fissa la data per la nuova udienza. Solo per l'imputato assente, e cioè colui che nonostante abbia avuto notizia del processo a suo carico decida di non presenziarvi, è previsto che il processo continui e si concluda ordinariamente. Per quanto riguarda la decorrenza dei termini di prescrizione, essa è sospesa fino al momento in cui l'avviso non sia validamente notificato all'imputato.

## Nella Chiesa cattolica
Il diritto penale della Chiesa cattolica dà al termine contumacia una accezione diversa da quella normalmente intesa nell'ambito civile: il diritto canonico, infatti, intende per contumacia la permanenza del reo nello stato di colpevolezza. Secondo il can. 1347 §2 del Codice di diritto canonico, "si deve ritenere che abbia receduto dalla contumacia il reo che si sia veramente pentito del delitto e che abbia inoltre dato congrua riparazione ai danni e allo scandalo o almeno abbia seriamente promesso di farlo".
Quindi chi è colpevole di un delitto diventa immediatamente contumace e lo resta fino a quando non siano state adempiute le condizioni sopra descritte, indipendentemente dal fatto che il reo si costituisca o meno davanti all'autorità competente.